# スー・タウンゼント
スー・タウンゼント（Sue Townsend、1946年4月2日 - 2014年4月10日）はイギリスの小説家。